# Distrito de Estrasburgo
El distrito de Estrasburgo (En francés: Arrondissement de Strasbourg) es una división administrativa francesa, situada en el departamento de Bajo Rin, de la región de Alsacia, creado a partir de la unión de los antiguos distritos de Distrito de Estrasburgo-Campo y Estrasburgo-Ciudad.

## Historia
Cuando se creó el 4 de marzo de 1790, el departamento de Bajo Rin se dividió en cuatro distritos, incluido el de Estrasburgo, que cubría la ciudad y sus alrededores.
El 17 de febrero de 1800 cuando Napoleón Bonaparte creó los distritos, el distrito de Estrasburgo se constituyó oficialmente, formado en parte del distrito antiguo.
En 1871, el distrito se unió, como toda Alsacia, al Imperio alemán por el Tratado de Fráncfort. Este se dividiria en dos comunas o Kreis: Straßburg (Land) y Straßburg (Stadt). 
Después del regreso a Francia en 1919 por el Tratado de Versalles, el Kreis Straßburg (Stadt) se convierte en el distrito de Estrasburgo ciudad o el arrondissement de Strasbourg-Ville.
El gobierno francés decidió en su decreto ministerial n.º 2014-1720, de 29 de diciembre de 2014, suprimir los distritos de Estrasburgo-Campiña y Estrasburgo-Ciudad; y crear con ellos el distrito de Estrasburgo, a fecha efectiva de 1 de enero de 2015.

## División territorial
El Distrito se divide en 33 comunas diferentes incluyendo la ciudad de Estrasburgo. Así mismo, estas comunas se reagrupan en cantones. El distrito incluye  algunas comunas del cantón de Brumath por hacer parte de la Eurometrópoli. Por su parte, la ciudad de Estrasburgo se divide en 6 cantones compuestos por sus diferentes barrios.
Las 33 comunas (ciudades o pueblos) que componen el distrito son:
1. Achenheim
2. Bischheim
3. Blaesheim
4. Breuschwickersheim
5. Eckbolsheim
6. Eckwersheim
7. Entzheim
8. Eschau
9. Fegersheim
10. Geispolsheim
11. Hangenbieten
12. Hoenheim
13. Holtzheim
14. Illkirch-Graffenstaden
15. Kolbsheim
16. Lampertheim
17. Lingolsheim
18. Lipsheim
19. Mittelhausbergen
20. Mundolsheim
21. Niederhausbergen
22. Oberhausbergen
23. Oberschaeffolsheim
24. Osthoffen
25. Ostwald
26. Plobsheim
27. Reichstett
28. Schiltigheim
29. Souffelweyersheim
30. Strasbourg
31. Vendenheim
32. La Wantzenau
33. Wolfisheim

Los cantones del distrito son : 
| Cantón                 | Subdivisión del cantón | Fundación | Población |
| ---------------------- | --- | --------- | --------- |
| Estrasburgo 1          | Barrios: Gran Isla, Finkwiller, la Krutenau, la Bourse, Heyritz y una parte de Neudorf. | 1962      | 46 972    |
| Estrasburgo 2          | Barrios: la Gare, Montagne Verte , Elsau, Koenigshoffen y una parte del barrio de Halles. | 1962      | 43 902    |
| Estrasburgo 3          | Barrios: Cronenbourg, Hautepierre y Poteries | 1962      | 47 771    |
| Estrasburgo 4          | Barrios: Una parte del barrio Halles, Robertsau, Cité de l'Ill, Wacken, Contades y Tribunal.                                                                                                  | 1962      | 43 475    |
| Estrasburgo 5          | Barrios: Una parte del barrio Puerto del Rin, Universidad, Orangerie , Conseil des Quinze y Esplanade.                                                                                        | 1962      | 40 484    |
| Estrasburgo 6          | Barrios: Una parte del barrio Puerto del Rin y Neudorf, Meinau , Metzgerau y Neuhof. | 1962      | 58 362    |
| Hœnheim                | Comunas : Hœnheim , Eckbolsheim , Lampertheim , Mittelhausbergen , Mundolsheim , Niederhausbergen , Oberhausbergen, Reichstett , Souffelweyersheim y Wolfisheim.                              | 2015      | 50 933    |
| Illkirch-Graffenstaden | Comunas : Illkirch-Graffenstaden, Eschau , Ostwald y Plobsheim. | 1973      | 49 130    |
| Lingolsheim            | Comunas : Lingolsheim , Achenheim , Blaesheim , Breuschwickersheim , Entzheim , Fegersheim , Geispolsheim , Hangenbieten , Holtzheim , Kolbsheim , Lipsheim , Oberschaeffolsheim , Osthoffen. | 2015      | 50 567    |
| Schiltigheim           | Comunas : Schiltigheim y Bischheim. | 1835      | 48 987    |
| Brumath Nota 1         | Comunas : Eckwersheim, La Wantzenau y Vendenheim . | 1835      | 48 987    |

Nota 1: Con respecto al Brumath, únicamente la parte que abarca los distritos de la Eurometrópoli.